# Marketing Science
Das Marketing Science (MktSci) ist eine mehrmals jährlich erscheinende wissenschaftliche Zeitschrift zu betriebswirtschaftlichen Themen. Sie wird vom Institute for Operations Research and the Management Sciences herausgegeben und gilt als eine der angesehensten Zeitschriften ihrer Fachrichtung. Seit dem 1. Januar 2022 ist der US-amerikanische Professor Olivier Toubia Chefredakteur der Zeitschrift.
Der Impact Factor lag im Jahr 2014 bei 1,860, der fünfjährige Impact Factor bei 3,035. Damit lag das Journal auf Rang 36 von 115 wissenschaftlichen Fachzeitschriften in der Kategorie Business.
Das Zeitschriften-Rankings VHB-JOURQUAL (2008) und VHB-JOURQUAL3 (2015) stuften die Zeitschrift in die beste Kategorie A+ ein. Das Zeitschriften-Ranking des Handelsblatt Betriebswirte-Rankings (2009) stuft es in die beste Kategorie 1,00 ein. Das Zeitschriften-Ranking der britischen Association of Business Schools stufte Marketing Science in den Jahren 2010, 2015, 2018 und 2021 in die beste Kategorie 4 ein.